# Zerfaliu
Zerfaliu település Olaszországban, Szardínia régióban, Oristano megyében. Lakosainak száma 999 fő (2023. január 1.). Zerfaliu Ollastra, Simaxis, Solarussa, Paulilatino és Villanova Truschedu községekkel határos.

## Népesség
A település lakossága az elmúlt években az alábbi módon változott:
| Lakosok száma | 1157 | 1075 | 999  |
|               | 2008 | 2018 | 2023 |